# Karl-Heinz Gerstner
Karl-Heinz Gerstner (ur. 15 listopada 1912 w Berlinie, zm. 14 grudnia 2005 w Kleinmachnow koło Poczdamu), dziennikarz niemiecki (NRD).
W latach 1931–1935 studiował prawo w Berlinie, w 1937 obronił doktorat na uniwersytecie w Erlangen. Pracował następnie w dyplomacji, m.in. w ambasadzie w Paryżu, gdzie podjął współpracę z ruchem oporu. W 1945 pełnił funkcję zastępcy burmistrza dzielnicy Berlina Wilmersdorf.
Zajął się następnie pracą dziennikarską. Był od 1948 publicystą ekonomicznym Berliner Zeitung, potem redaktorem naczelnym. W latach 1955–1988 prowadził programy ekonomiczne w radiu, komentując wydarzenia tygodnia. Największą popularność przyniósł mu program telewizyjny Prisma, który prowadził w telewizji państwowej Deutscher Fernsehfunk w latach 1965-1978. Odznaczony Orderem Zasług dla Ojczyzny.
Przeszedł na emeryturę w 1989, w 1999 opublikował autobiografię Sachlich, kritisch, optimistisch. Jego córką jest dziennikarka Daniela Dahn.